# Johan David Helleday
Johan David Helleday, född 16 juli 1801 i Mariefred, död 5 augusti 1875 i Viby församling, Örebro län, var en svensk häradshövding.
Helleday var häradshövding i Västerbottens södra domsaga (1838–1857) och i Västernärkes domsaga (1857–1875). Han utnämndes till riddare av Nordstjärneorden 1854.
Johan David Helleday var son till kyrkoherde Henrik Gustaf Helleday och Fredrika Weschau. Han var bror till August Helleday. Johan David Helleday var gift med Euphrosyne Åman. I äktenskapet föddes flera barn, däribland Alarik Helleday och Fransiska Helleday, som var gift med Nils Claëson.